# 아폴로니아

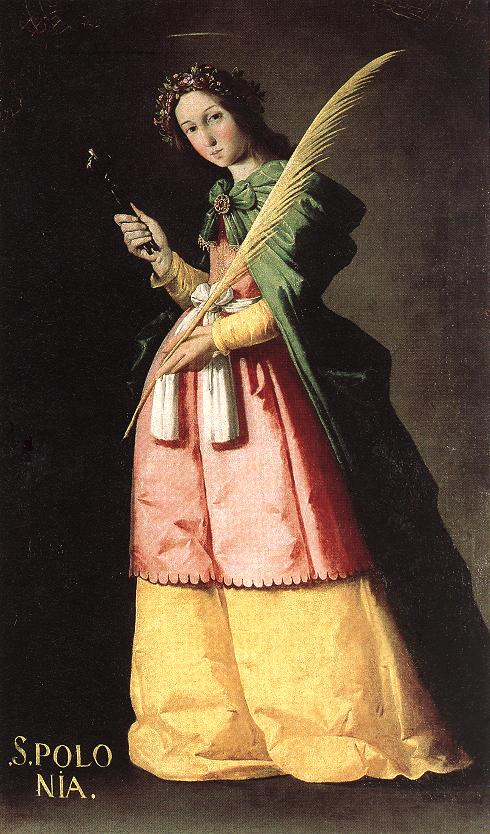
성녀 아폴로니아

아폴로니아는 3세기 이집트의 알렉산드리아에서 활동한 그리스도인이며, 로마 황제 데키우스의 기독교 박해 기간 도중에 동정녀로서 순교하였다. 기독교의 성녀이며, 축일은 2월 9일이다. 그녀의 이름은 라틴어에서 유래한 명칭으로 아마도 에트루리아의 귀족 가문 가운데 하나인 아플루니에서 유래한 것으로 보인다. 회화에서는 종종 자신의 뽑힌 이빨을 집게로 들고 있는 젊은 여성으로 묘사한다. 치과의사의 수호 성녀이다.

## 행적
이집트 알렉산드리아의 주교 성 디오니시우스가 안티오키아의 주교 파비아누스에게 보낸 편지에 따르면 아폴로니아는 알렉산드리아의 치안판사의 딸로 중년의 처녀였다. 이 편지에서 디오니시우스는 데키우스 황제의 그리스도인들에 대한 박해에 대해서 설명하고 있다. 폭동이 일어나 그리스도인들은 집 밖으로 끌려나오고 재산이 약탈당하는 것을 지켜본 뒤 살해되었다. 아폴로니아 역시 약탈당했으며, 턱이 부서지고 이가 뽑혔다. 그녀의 고통은 여기서 그치지 않았다. 그녀는 도시 밖으로 끌려나와 그리스도를 부정하는 구절을 암송하지 않으면 산 채로 불태워 죽이겠다고 위협을 받았다. 그러자 아폴로니아는 잠시 시간을 달라고 한 뒤 갑자기 결박을 풀고 스스로 불속에 몸을 던졌다. 이 사건은 훗날 아폴로니아가 불속으로 몸을 던질 때 '치통으로 고통받은 모든 이들을 구원하소서'라고 외쳤다고 알려지게 되었다. 아폴로니아는 249년 성녀로 추대되었다. 아폴로니아는 후대에 배교 황제 율리아누스의 박해로 로마에서 순교한 다른 아폴로니아와 혼동되었다. 중년의 여성 선교사는 젊은 여인으로 바뀌었으며 집게를 들고 있는 모습으로 이를 뽑는 고문을 당했다는 것을 나타냈다.